# Olympique Nouméa
Olympique de Nouméa là một câu lạc bộ bóng đá Nouvelle-Calédonie thi đấu ở Giải bóng đá hạng nhì quốc gia Nouvelle-Calédonie. Đội bóng đến từ Nouméa và có sân nhà là Stade Numa-Daly.

## Thành tích
- Cúp bóng đá Nouvelle-Calédonie: 2

1962, 1963

## Đội hình hiện tại– 2007
Ghi chú: Quốc kỳ chỉ đội tuyển quốc gia được xác định rõ trong điều lệ tư cách FIFA. Các cầu thủ có thể giữ hơn một quốc tịch ngoài FIFA.
| Số | VT           | Quốc gia           | Cầu thủ           |
| -- | ------------ | ------------------ | ----------------- |
| —  | {{{vị trí}}} | Nouvelle-Calédonie | Andre Hamu        |
| —  | {{{vị trí}}} | Nouvelle-Calédonie | Leopold Wanakaija |
| —  | {{{vị trí}}} | Nouvelle-Calédonie | Patric Wahopie    |
| —  | {{{vị trí}}} | Nouvelle-Calédonie | Noel Wpane        |

Bản mẫu:Giải bóng đá hạng nhì quốc gia Nouvelle-Calédonie